# Sporskifte
 For alternative betydninger, se Sporskifte (flertydig). (Se også artikler, som begynder med Sporskifte)
Et Sporskifte er en opbygning af jernbaneskinner, der gør det muligt for jernbanekøretøjer at tage forskellige ruter i spornettet.
Sporskifter betegnes undertiden og fejlagtigt som skiftespor. DSB og Banedanmark bruger betegnelsen sporskifte, og 'skiftespor' opfattes af fagfolk som værende ukorrekt.

## Funktion
Et sporskifte er opbygget af en række specielt tilpassede skinnestykker og en mekanisme, der fastholder sporskiftet i den ene eller anden stilling.
Sporskiftets bevægelige del kaldes tungerne. De er koblet til en trækstang, der igen er koblet til en trækbuk eller et sporskiftedrev, hvis sporskiftet er elektrisk betjent.
Sporskiftet kan stilles til kørsel ad stamsporet og afvigende gren. Krydset mellem de to skinnestykker kaldes for skinnekrydsning (eller hjertestykke). Ud for hjertestykket sidder der ved sideskinnerne to tvangskinner. Deres formål er at lede køretøjets hjulsæt igennem krydsningen, uden at hjulflangen rammer hjertestykkets spids. En forkert justering af tvangskinnerner kan medføre afsporinger.
Et sporskifte kan være lokalbetjent, centralbetjent, fjernstyrede eller have en kombination. Et centralbetjent sporskifte styres fra et centralapparat, i forbindelse med en stations sikringsanlæg, mens fjernstyring sker fra en fjernstyringscentral via stationens sikringsanlæg, der typisk vil kontrollere alle eller de fleste stationer og sporskifter på en given strækning. Selve omstillingen kan være elektrisk eller drevet med trådtræk. Tidligere var en del sporskifter med trådtræk styret fra poster i nærheden, da der var grænser for hvor lange stålwirer man kunne trække. Fra centralapparatet kan sporskiftet frigives til lokal betjening, hvis det er indrettet til denne styreform. Selve sikringsanlæggets funktion er dog ikke kun at betjene sporskifterne, men også at aflåse dem i forbindelse med indstilling af togveje. Sporskifter kan være centralaflåste og lokalbetjente hvor det er mest hensigtsmæssigt for driften.
Sporskifter med sporisolationer har normalt "sikring mod utidig omstilling" (SMUTO) hvorved omstillingen forhindres, så man ikke skifter under et køretøj, med afsporing til følge.
Sporskifterne er konstrueret som højre- eller venstresporskifte, alt efter, til hvilken side den afvigende gren peger. Derudover skelnes der mellem ret sporskifte (stamsporet forløber ret igennem sporskiftet), i-krum sporskifte, hvor stamsporet krummer (indad) til samme side som den afvigende gren og u-krum sporskifte, hvor stamsporet krummer (udad) til den modsatte side af den afvigende gren.

## Andre sporkonstruktioner
To sporskifter der er sammenbygget i modsat retning i to parallelle spor kaldes en transversal. De muliggør at køretøjer kan skifte fra det ene spor til det andet og er ofte styret sammen (koblede), så de begge er stillet til ret eller afvigende gren på samme tid.
To transversaler bygget sammen med en krydsning imellem kaldes en diamantkrydsning. I denne konstruktion kan der skiftes mellem begge spor i begge retninger.
Et krydsningssporskifte er en sporkrydsning med indbyggede sporskifter. I sporkrydsningen indlægges krumme sporforbindelser mellem de krydsende spor således at de to spor på den ene side kan sættes i forbindelse med begge sporene på den anden side. Et krydsningssporskifte - et helt krydsningssporskifte - består af fire tungepartier og to dobbeltkrydsninger. Det betegnes ofte "en Englænder" eller "engelsk sporskifte".
To sporskifter umiddelbart efter/i hinanden kaldes forsat sporskifte. Her starter det næste sporskifte inden det første sporskifte slutter.